# Look Outside Your Window
Look Outside Your Window — неизданный студийный альбом, записанный четырьмя участниками американской группы Slipknot: Кори Тейлором, Шоном Крейеном, Джимом Рутом и Сидом Уилсоном. Работа над материалом проходила одновременно с сессиями для четвёртой студийной пластинки коллектива All Hope Is Gone (2008). Получившееся экспериментальное, более мелодичное звучание композиций разительно отличается от привычного хэви-металлического стиля Slipknot, поэтому его издание несколько раз переносилось. Альбом был запланирован к выпуску на вторую половину гастрольного тура We Are Not Your Kind, который был отложен группой до 2021 года из-за пандемии COVID-19, однако в итоге релиз лонгплея был перенесён на 2025 год.

## Предыстория
Работа над материалом для Look Outside Your Window началась во время сессий четвёртого альбома Slipknot All Hope Is Gone (2008). Две отдельные сессии проходили в двух разных студиях одновременно; в работе над All Hope Is Gone принимала участие вся группа из девяти человек, а в сессии для Look Outside Your Window участвовали только четыре музыканта: Кори Тейлор (вокал), Джим Рут (гитара), Шон Крейен (перкуссия) и Сид Уилсон (тёрнтэйбл). По словам Крейена, вначале над песнями работал только он и Рут, но вскоре к ним присоединились Тейлор и Уилсон, и сессия переросла в сайд-проект. Тейлор отметил, что группа записывала All Hope Is Gone в привычном для себя хэви-металлическом стиле, в то время как для Look Outside Your Window использовался более экспериментальный подход. Он назвал получившийся материал гораздо более мелодичным, с большим уклоном в традиционную рок-музыку и элементами, близкими к творчеству группы Radiohead. Рут отмечал нетрадиционный подход к созданию материала: так, одна из композиций была основана на сэмпле квакания лягушки. Для аутентичности звучания Тейлор записал вокал на дне колодца — придав песне эффект, как будто он пел её в пещере.

Во время сессий было записано одиннадцать песен. В какой-то момент Тейлор, которому нравилась музыка с обоих проектов, попытался объединить их материал в единый альбом, однако из-за разногласий внутри группы не смог найти поддержки со стороны большинства своих коллег и впоследствии отказался от этой идеи. Только одна песня из сессий Look Outside Your Window попала на All Hope Is Gone — «Til We Die», которую включили в специальное издание пластинки в качестве бонус-трека. Несмотря на все эти события, Крейен назвал невыпущенный альбом «абсолютно уникальным произведением искусства», подчеркнув: 
Это потрясающая работа. Вы никогда не слышали Кори Тейлора таким. Музыка и слова… это одна из лучших вещей, которые я когда-либо делал в своей жизни. Это прекрасный объект божественного искусства, и люди заслуживают его услышать.
По словам Рута, песня «My Pain», переработанная для альбома We Are Not Your Kind (2019), изначально появилась во время сессий Look Outside Your Windows. Кроме того, в титрах фильма «Офицер Даун» (2016) отмечалось, что исполнителем композиции под названием «Juliette» была группа Look Outside Your Window, а её авторами — Крейен, Тейлор, Уилсон и Рут.

## Выпуск
Крейен и Тейлор упоминали о планах по выпуску альбома на протяжении многих лет. Крейен отметил, что они хотели сделать это ещё в 2008 году, но им было трудно рассчитать окно для релиза. Одно время музыканты хотели выпустить его в начале гастрольного тура в поддержку пластинки We Are Not Your Kind (2019), однако от этой идеи отказались после того как лонгплей возглавил Billboard 200 (группа не хотела снижать к нему интерес), к большому удивлению Тейлора. В январе 2020 года Крейен рассказал, что они хотели выпустить пластинку на Рождество 2019 года без какого-либо предварительного анонса. Тогда же музыкант сказал, что они близки к тому, чтобы выпустить её во второй половине турне We Are Not Your Kind, однако из-за пандемии COVID-19 большая часть гастролей была отменена или перенесена на следующий год. Конкретная дата оставалась неизвестной, хотя журналисты предсказывали возможный релиз и в 2020-м году, и в следующем.
2 января 2023 года Крейен объявил, что релиз пластинки запланирован на весну 2023 года. «Хорошие новости, что 1 апреля у нас закончится контракт с лейблом. У нас нет планов немедленно выпустить что-то сразу после этого, и мы ещё ничего не обсуждали, но я полагаю, что альбом, вероятно, выйдет вскоре после этого», — отметил музыкант. В августе того же года Тейлор поделился новой информацией, что, после трёх лет ожидания, альбом скорее всего выйдет в 2024 году.
В декабре 2023 года было объявлено, что альбом был сведен, имеет обложку и финальную мастер-копию. «Отбросьте конспирологию. Нет никаких препятствий для выпуска диска. Мы просто ждём подходящего времени» — подчеркнул Крейен.

## Участники записи
- Кори Тейлор — вокал
- Джим Рут — гитары
- Шон Крейен — перкуссия
- Сид Уилсон — тёрнтэйбл